# А (число)
А, а — при літерному позначенні чисел означало 1 у давніх греків та у слов'ян.
З додатковими позначками використовувалось при позначені чисел вищих порядків:
|  | 1000    |
|  | 10 000  |
|  | 100 000 |
|  | мільйон |